# Hvor Sol gaar ned
Hvor Sol gaar ned (originaltitel Sundown) er en amerikansk stumfilm fra 1924 instrueret af Laurence Trimble og Harry O. Hoyt.

## Medvirkende
- Bessie Love som Ellen Crawley
- Roy Stewart som Hugh Brent
- Hobart Bosworth som John Brent
- Arthur Hoyt som Henry Crawley
- Charlie Murray som Pat Meech
- Jere Austin som John Burke
- Charles Crockett som Joe Patton
- E. J. Ratcliffe som Theodore Roosevelt